# Werner Tian Fischer

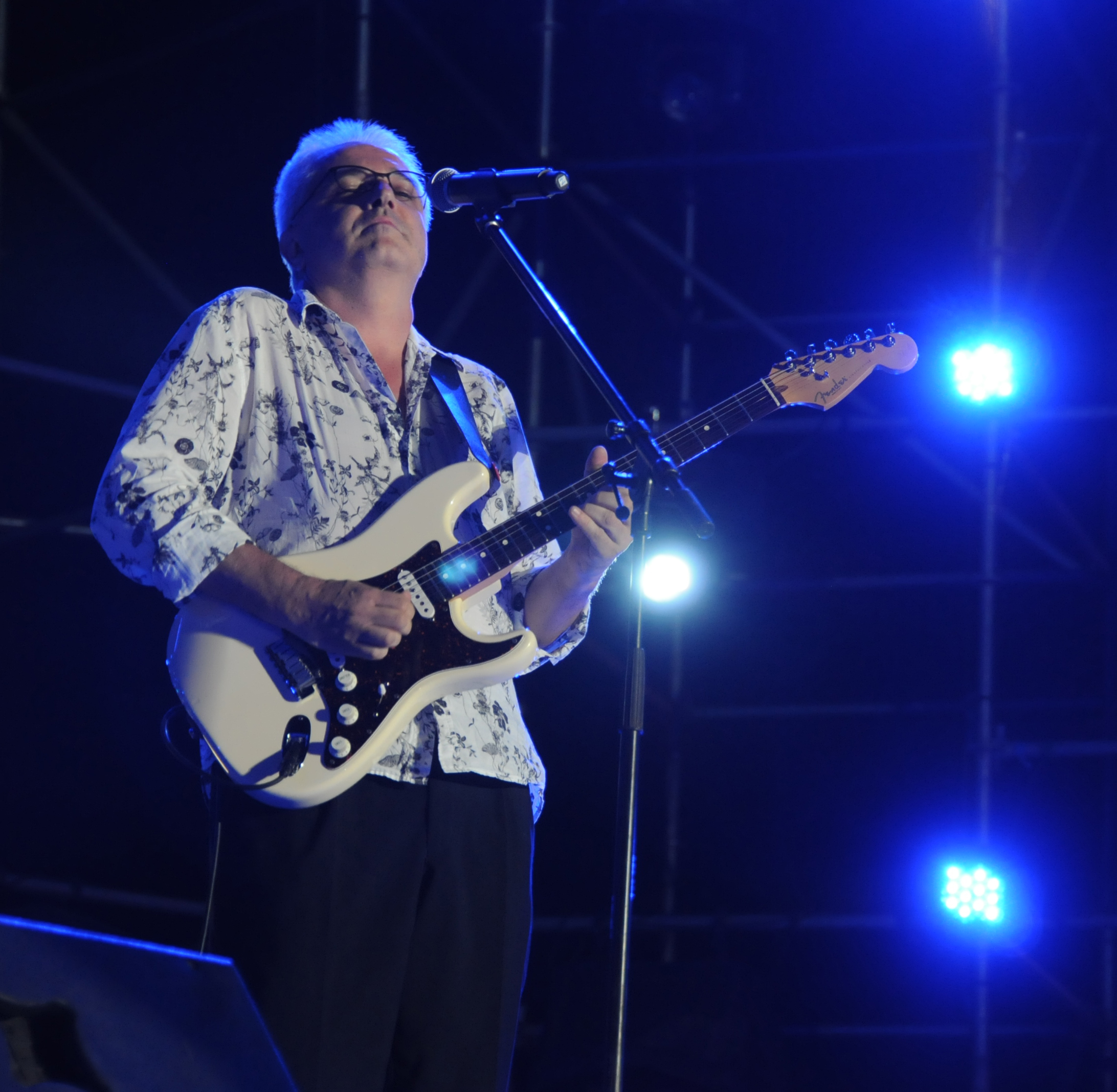
Werner Tian Fischer beim Ordos Music Carnival (Juli 2014)

Werner Tian Fischer (* 11. August 1962 in Näfels als Werner Fischer) ist ein Schweizer Musiker und Historiker.

## Biografie
Fischer entwickelte sein Gitarrenspiel am Hot Club de Jazz in Lissabon, an der Swiss Jazz School in Bern und am Berklee College of Music in Boston. Daneben studierte er Geschichte in Verbindung mit Anglistik an der Universität Zürich und schloss 1993 bei Roger Sablonier mit dem Lizenziat ab.
Mit Tom Etter (Züri West) gründete Fischer in den 1990er Jahren die international erfolgreiche Folk-Pop-Gruppe Starfish. Als Live- und Studiomusiker arbeitet er zusammen mit namhaften Vertretern der Schweizer Jazzszene, z. B. mit den Saxofonisten Bruno Spoerri und Jürg Wickihalder oder mit internationalen Grössen wie Sophie Dunér, Alain Apaloo oder Alexandre Côté. Seine Fischer-Wickihalder Jazz Coalition begab sich im Sommer 2004 auf China-Tournee. 2007 organisierte er die Schweizer Tournee der Sam Trümpy Memorial Jazz Coalition, einem transatlantisch zusammengesetzten Oktett. Ferner bildet er zusammen mit Michael Giger das Gitarrenduo All Standard Guitars und war von 2008 bis 2012 Teil des Mya Audrey Trios (mit Andi Pupato).  Seine eigenen Kompositionen (mit Songtexten von Jan Krohn) hat er zusammen mit seiner international besetzten Jazzgruppe Travelogue auf mehreren Alben veröffentlicht.
2010/11 lebte und arbeitete Fischer als Musiker, Musikpädagoge und Publizist in China. In Peking arbeitete er als Gitarrist im CD Blues & Jazz Café und wirkte als Dozent an der Beijing Midi School of Music.  Er war Teil der Big John Blues Band und der Beijing Jungle Big Band.
Zwischen 2004 und 2017 spielte er über 120 Konzerte in China mit chinesischen wie auch internationalen Künstlern. Darunter: Heilongjiang und Peking in 2004, Beijing Olympic Games in 2008 (House of Switzerland und LAN Club), MIDI Festivals in Peking und Shanghai in 2011, Beijing International Blues Festival in 2011, 2012, 2013 (mit dem japanischen Bluesgitarristen Shun Kikuta) und 2014, Grammy All Stars in Chengdu in 2013, The Ordos World Music Carnival (Inner Mongolia) und The Xixia Music Festivals in Zhongwei & Yinchuan (Ningxia) in 2014, The Chinese Alliance of Performing Artists' Conference in Peking in 2017 (mit Zhang Ling).
Im Juni 2013 war er Gitarrist einer von Zhang Ling zusammengestellten internationalen Band, die an der 2013 Night of Fortune Grammy Superstars chinesische und internationale Stars wie Song Zhuying, Tan Jing, Lang Lang, Diane Schuur, Patti Austin, Yolanda Adams, Jody Watley, Shawn Colvin, Rodney Crowell, Richard Marx, Leo Sayer & Michael Bolton in Chengdus Olympiastadion begleitete.
Neben seiner Konzerttätigkeit unterrichtet Fischer heute Gitarre und Ensemble an der Musikschule der Stadt Luzern. Er hat zwei Bücher zur Schweizer Geschichte herausgegeben und mehrere Arbeiten zur Geschichte des Jazz in der Schweiz verfasst.
Stilistisch wurde sein Spiel in der Zürichsee-Zeitung folgendermassen beschrieben: "Der Gitarrist Werner Fischer zeigte sein Können auf dem Gebiet der untermalenden Klangteppiche. Diese kreierte er oft durch langanhaltende Töne oder kurz angespielte Figuren und liess sie, bisweilen wie abgebrochene Sätze, wunderschön im Raum liegen und sanft ausklingen. Er hinterliess dadurch leichte, aber doch kräftige Stimmungen. Auch die Soli bestachen durch eine ausgeprägte Dynamik und Kreativität im Aufbau."

## Diskografische Hinweise
- Dave Beglinger & Werner Fischer Chega de Saudade, CD Elch Musical Industries, 2021
- „Big John“ Zhang Ling & Werner Fischer: Salmon Love, CD Elch Musical Industries, 2020
- Werner Fischer & Fridolin Berger Fishberger's Fancy, CD PBR Jazz, 2019 (mit Denise Steinegger)
- Tigerbalsam, CD Elch Musical Industries, 2019 (mit Estella Benedetti und Michael Giger. Songtexte von Jan Krohn)
- Travelogue featuring Coco Rouzier: The Light Is On, CD PBR Jazz, 2016 (mit Jürg Wickihalder, Roberto Domeniconi, Fredi Meli, Gabriel Schiltknecht)
- Werner Fischer's Travelogue: Chinese Soul, CD Altrisuoni, 2011 (mit Sophie Dunér, Jürg Wickihalder, Nesin Howhannesjian, Gabriel Schiltknecht)
- The Sam Trümpy Memorial Jazz Coalition: Live CD Altrisuoni, 2009, (mit Jürg Wickihalder, Jonas Knecht, Heinrich Baumgartner, Ruedi Wettstein, Félix Stüssi, Fredi Meli, Lukas Landis)[9]
- Werner Fischer & Michael Giger All Standard Guitars, CD Altrisuoni, 2009 (mit Estella Benedetti)
- The Bouncing Bits: Groove Ya!, CD Elch Musical Industries, 2007 (mit Thom Grüninger, Fridel Berger, Eamonn O’Malley)
- Standard Jazz Trio: Panda’s Delight!, CD Elch Musical Industries, 2005 (mit Gabriel Schiltknecht, Fridel Berger)
- Werner Fischer’s B Coalition: Eastbound, CD Elch Musical Industries, 2003 (mit Adam White, Sarina Suno, Hiroyuki Takubo, Nesin Yaldiz, Adolfo Herrera)
- Jazz Coalition: Minor League, CD Elch Musical Industries, 2001 (mit Sam Trümpy, Werner Neumann, Fridolin Berger, Fredy Bühler)
- Starfish: In Love, CD SAVA/SoundService, 1995.

## Schriften
- Jazz im Glarnerland – Ein Überblick zur Glarner Jazzgeschichte. Verlag der Südostschweiz, Glarus 2019.
- hrsg. mit Fredy Bühler-Zimmermann: Glarus Jazz Discography. Verlag der Südostschweiz, Glarus 2019.
- Chinese Soul – a Pop Novella. Verlag der Südostschweiz, Glarus 2011.
- Jazz im Glarnerland. In: Jahrbuch des Historischen Vereins des Kantons Glarus. Bd. 86 (2006), S. 7–138.
- Vom Jazzkeller zur Bohemia – die Pionierphase des Jazz in Glarus Ende der fünfziger Jahre. In: Bruno Spoerri (Hrsg.): Jazz in der Schweiz. Chronos, Zürich 2005, S. 226–232.
- Saxophon. Jazzfieber in Glarus (um 1930). In: Christoph H. Brunner: Glarner Geschichte in Geschichten. Baeschlin, Glarus 2004, S. 414 f.
- hrsg. mit Peter Niederhäuser: Vom «Freiheitskrieg» zum Geschichtsmythos. 500 Jahre Schweizer- oder Schwabenkrieg. Chronos, Zürich 2000.
- hrsg. mit Walter Leimgruber: Goldene Jahre. Zur Geschichte der Schweiz seit 1945. Chronos, Zürich 1999.
- Gesellschaft formen. Menschen mit Menschen. In: Walter Leimgruber, Peter Pfrunder (Hrsg.): Geschichte ist Bewegung. Forum der Schweizer Geschichte. Schweizerisches Landesmuseum, Zürich 1995, S. 54–81.

## Auszeichnungen
- 2001: Dean’s List des Berklee College of Music, Boston, USA
- 2002: Solisten-Werkjahr der Luzerner Dienemann-Stiftung[1]
- Platin für die CD Ohrewürm II

## Lexigraphische Einträge
- Bruno Spoerri (Hrsg.): Biografisches Lexikon des Schweizer Jazz CD-Beilage zu: Bruno Spoerri (Hrsg.): Jazz in der Schweiz. Geschichte und Geschichten. Chronos, Zürich 2005.